# Hanseniella minor
Hanseniella minor är en mångfotingart som beskrevs av Tiegs 1939. Hanseniella minor ingår i släktet syddvärgfotingar, och familjen snabbdvärgfotingar. Inga underarter finns listade i Catalogue of Life.